# Surya P. Subedi

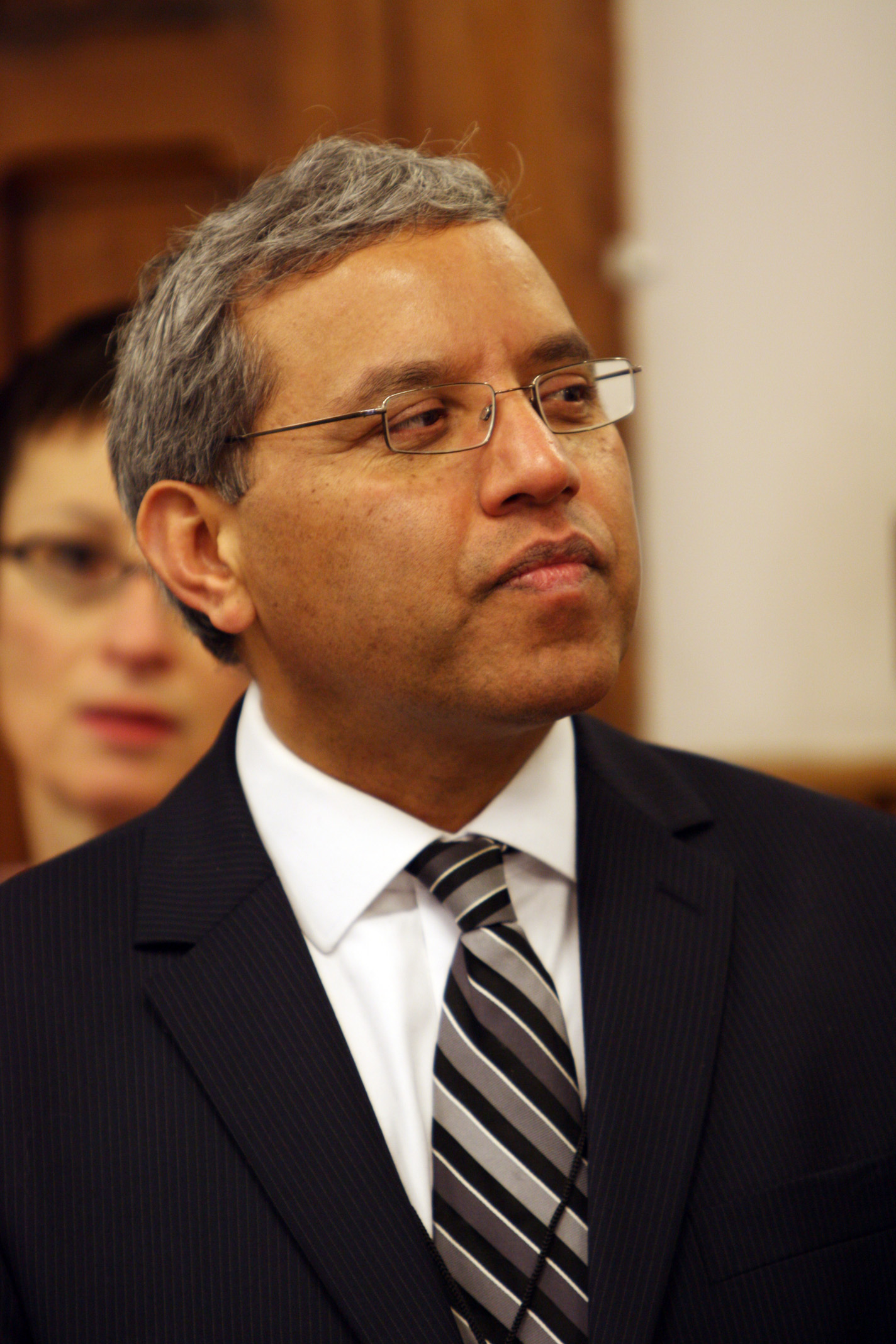
Surya P. Subedi

Surya P. Subedi (* 1957) ist ein nepalesischer Professor für internationales Recht an der University of Leeds und niedergelassener Anwalt in Großbritannien.

## Leben
Subedi hat eine Ph. D. der University of Oxford, einen Master of Laws der University of Hull und der Universität Tribhuvan.
1981 wurde er als Anwalt in Nepal zugelassen. Er arbeitete als Untersekretär (Under-Secretary) im Justizministerium Nepals und als Rechtsberater für das Außenministerium. 1999 wurde er zum Professor für internationales Recht an der University of Hull und 2004 an der University of Leeds.
Zwischen 1998 und 2006 war Surya Subedi Hauptherausgeber des asiatischen Yearbook of International Law. Im März 2008 wurde Subedi zum Berichterstatter für die Menschenrechtssituation in Kambodscha ernannt.

## Auszeichnungen
1998 wurde Subedi durch den nepalesischen König Birendra mit dem Order of Suprabal Gorkha Daxinbahu ausgezeichnet und 2004 durch die britische Queen zum Officer des Order of the British Empire ernannt. Weiterhin hat er den Dasturzada Pavry Memorial Prize der Universität Oxford und den Josephine Onoh Memorial Prize der Universität Hull erhalten.

## Werke
- Land and Maritime Zones of Peace in International Law, Oxford University Press 1996
- Contemporary Issues in International Law: A Collection of the Josephine Onoh Memorial Lectures, Herausgeber mit David Freestone und Scott Davidson, Den Haag/London 2002
- Asian Yearbook of International Law, Herausgeber mit Professors B.S. Chimni und M. Miyoshi, Den Haag 1997–2006
- Dynamics of Foreign Policy and Law: A Study of Indo-Nepal Relations, Oxford University Press 2005
- International Watercourses Law for the 21st Century: The Case of the River Ganges Basin, Vereinigtes Königreich 2005
- International Investment Law: Reconciling Policy and Principle, Oxford 2008